# تين إكليلي
تين إكليلي (الاسم العلمي:Ficus coronaria) هو نوع من النباتات يتبع جنس التين من الفصيلة التوتية.